# Andrea Belluzzi
Andrea Belluzzi (23 marzo 1968) è un avvocato e politico sammarinese.
Iscritto dal 2007 al Partito dei Socialisti e dei Democratici,  è stato membro del Consiglio Grande e Generale nella XXVII Legislatura, nella XXIX Legislatura e nella XXX Legislatura..
È stato Capitano reggente dal 1º aprile al 1º ottobre 2015.
Dal 9 gennaio 2020, per la XXIX Legislatura è stato Segretario di Stato per l'Istruzione, la Cultura, l'università, la Ricerca Scientifica e le Politiche Giovanili.
Dal 21 luglio 2024, per la XXX Legislatura, è Segretario di Stato per gli Affari Interni, la Funzione Pubblica, gli Affari Istituzionali, i Rapporti con le Giunte di Castello e la Semplificazione Normativa.
Pilota automobilistico semiprofessionista dal 1989:
- 1989 Campione Italiano Under 23 F. 2000
- 1995 Vincitore Motor Show Superformula
- 1996 Vice Campione Italiano Superformula
- 1998 Vice Campione Italiano Challenge Ferrari Trofeo Pirelli
- 2000 – 2003 Vice  Campione World Finals del Mondo Challenge Ferrari Trofeo Pirelli
- 2001 Vincitore World Finals Challenge Ferrari Trofeo Pirelli 360
- 2006 Campione Italiano Challenge Ferrari Trofeo Pirelli F 430
- 2006 Vincitore World Finals Challenge Ferrari F 430 Trofeo Pirelli
- 2011 Campione Italiano Challenge Ferrari Trofeo Pirelli F 430
- 2011 Vincitore World Finals Challenge Ferrari F 430 Trofeo Pirelli
- 2011 Vincitore del Motor Show di Bologna nel Ferrari Challenge Trofeo Pirelli F 430

Esercita la professione di avvocato e notaio dal 1998. È coniugato ed ha un figlio.